# Skyrock.com
Pour la station de radio, voir Skyrock.
 (août 2023).
Si vous disposez d'ouvrages ou d'articles de référence ou si vous connaissez des sites web de qualité traitant du thème abordé ici, merci de compléter l'article en donnant les références utiles à sa vérifiabilité et en les liant à la section « Notes et références ».
Skyrock était un réseau social numérique fondé par Pierre Bellanger le 17 décembre 2002 sous le nom de Skyblog et arrêté le 21 août 2023.
Initialement, Skyblog était un service de blogging gratuit proposé sur le site web de la radio française Skyrock. Un site indépendant fut créé à la suite du succès du service. Il permettait de personnaliser son blog, de se constituer un réseau d’amis et d’échanger des messages. Le slogan du site était : « Ici T Libre ! ».
Le site fut accessible dans le monde entier grâce à 14 versions et se hisse à la septième place mondiale des réseaux sociaux en juin 2008, comptant plus de 21 millions de visiteurs.
En perte de vitesse à partir de 2011, dépassé par des réseaux sociaux concurrents (Facebook, Twitter, Instagram, etc.) et devant se mettre en conformité avec le règlement général sur la protection des données (RGPD), le site ferme définitivement le 21 août 2023 à minuit,,.

## Historique

### L'ère Skyblog.com
Skyrock, anciennement Skyblog, est un site web édité par la société Telefun, filiale du groupe Orbus, permettant de créer et de gérer gratuitement des blogs.
Le site est lancé le 17 décembre 2002 par la radio française Skyrock. La simplicité de la mise en page et de l'interface d'administration lui vaut un certain succès auprès des débutants, principalement des adolescents et des jeunes adultes francophones.
Dénommé « Skyblog » jusqu'en juin 2006, il change son nom en « Skyrock Blog » à la suite d'une action en justice de la société British Sky Broadcasting.
À la suite de cette affaire, en mai 2007, la plateforme de blog est intégrée à Skyrock.com. À la possibilité de créer un blog ont été ajoutées des fonctionnalités de réseau comme les Amis, la messagerie, le chat et les Profils.
En mi-janvier 2010, Skyrock.com lance son application iPhone / iPod Touch.

### L'ère Skyrock.com
Fonctionnalité-phare de ce réseau pour des raisons historiques, les blogs disposent de leur propre espace de mise en avant sur lequel chaque semaine une sélection de 9 blogs est présentée. Ces blogs sont appelés « blogs stars ».
Le site affiche des statistiques sur cette page consacrée aux blogs. Le 22 novembre 2009, 28 416 340 blogs et 18 879 590 profils sont accessibles sur Skyrock.com. Ces blogs regroupent plus de 650 millions d’articles qui ont reçu plus de 3,9 milliards de commentaires.
Skyrock a longtemps été la première plateforme de blogs française avant d'être détrônée par OverBlog en décembre 2008.
Chaque blog peut être personnalisé (design, ordre des billets…). Les images accompagnant les billets sont chargées depuis l'ordinateur de l'utilisateur et sont hébergées sur les serveurs du site. Il est possible d'intégrer des vidéos sur son blog, mais seulement si elles proviennent de YouTube, Dailymotion, Veoh, metacafe, Google Video ou de sa webcam.
La carte de visite se trouve à gauche du site, avec la description et le logo personnel du blog, ses statistiques (nombre d'articles, de commentaires, date de création et date de la dernière modification), « Skyrock Blogs préférés » (qui permet d'afficher des liens vers des blogs appréciés), « mes amis » (qui permet d'afficher des liens vers des blogs d'amis), des liens commerciaux et un lien pour signaler un abus de la charte sur le blog présent.
Si la simplicité de la mise en page permet du même coup de faciliter l'administration, cela a tendance à limiter les possibilités du blog : impossibilité de gérer les articles en catégories, usage injustifié du JavaScript et des pop-ups (pour les commentaires), une mise en page trop stéréotypée, des publicités autour du contenu… Ce qui tend à démontrer le ciblage grand public d'une plateforme accessible aux débutants, mais beaucoup trop limitée et restrictive pour un utilisateur avancé.
Les articles se trouvent au milieu, séparés par des cadres : ils possèdent un titre, un texte de description (avec différents alignements) et éventuellement un espace de commentaires et une image ou une vidéo (depuis septembre 2006).
Depuis février 2008, il est possible de modifier soi-même l'habillage de son blog. Skyrock intègre dans son outil de personnalisation un avertissement lorsque les choix chromatiques risquent de donner un rendu peu ou pas lisible. En mai 2008, il est possible de modifier le format de l'image contenue dans un billet (appelé article sur Skyrock.com). Des widgets (appelés « Gadgets » sur Skyrock.com) peuvent être insérés directement dans les articles des Blogs.
Une nouvelle version (v5) est lancée le 26 août 2010 ; les mises à jour sont ensuite rares.

### Fermeture du service et archivage
Le 16 juin 2023, l'équipe de Skyrock annonce la fermeture du réseau social, pour être en conformité avec la législation sur les données personnelles à travers un article, « ICI T (sic) LIBRE ! », publié sur leur blog officiel,,,,,,.
Afin de préserver ce patrimoine numérique, la Bibliothèque nationale de France (BnF) et l'Institut national de l'audiovisuel (INA) ont entrepris une opération d'archivage des contenus. La BnF a collecté environ 12,6 millions de blogs, représentant environ 40 téraoctets de données, dans le cadre de sa mission de dépôt légal du web. Ces archives sont consultables par des chercheurs accrédités dans les salles de recherche de la BnF et dans plusieurs bibliothèques partenaires en région.
Le 21 août 2023, le site ferme définitivement ses portes et tous les blogs disparaissent. Pendant plus d'un an, la page d'accueil affiche le texte de l'annonce de la fermeture. Depuis 2025, le nom de domaine skyrock.com redirige vers le site de la station de radio éponyme, skyrock.fm.

## Fonctionnement et fonctionnalités
La simplicité de sa mise en page et de son interface d'administration a permis de rencontrer, dès son origine, un fort succès auprès d’un public jeune et principalement francophone.

### Le compte Skyrock.com
L'accès aux fonctionnalités proposées par le réseau Skyrock.com nécessite la création d'un compte utilisateur. Cette inscription, et les fonctionnalités qui y sont attachées, sont gratuites. Les informations demandées lors de l'inscription ne sont pas rendues publiques, et l'utilisateur fait le choix d'un pseudonyme qui lui sert d'identifiant en faisant attention que ce pseudonyme ne soit pas déjà utilisé.

### La plateforme de blog

#### Utilisateurs et contenu
Les utilisateurs sont pour la majorité des adolescents ou de très jeunes adultes. Le contenu publié est souvent un moyen de présenter en photo ses proches ou son environnement ; sa portée reste alors limitée à des photos des amis, de sa voiture, de ses vacances. Certains se servent de la plate-forme pour publier des poèmes ou faire état de leur humeur actuelle.
Il est généralement admis que le style d'écriture d'un skybloggeur est peu respectueux de l'orthographe française et que le langage SMS est utilisé de façon plus ou moins intense — certains font parfois de rares exceptions. L'expression « lâche tes comm's » (aux orthographes variées) est récurrente au sein de la communauté ; on y remarque en effet une recherche de la popularité à travers ces commentaires et les statistiques de chacun. Des communautés tendent à se former, au moyen des blogs « amis » et « préférés », que ce soit par des rencontres réelles ou virtuelles.
Un blog contient parfois des éléments protégés par le droit d'auteur sans l'accord des ayants droit, ou encore des photos de personnes n'ayant pas été avisées de leur présence sur ce site (photos de classe, etc). Certains skybloggeurs vont même jusqu’à porter des propos graves sur certaines personnes : plusieurs collèges ont dû faire face à des problèmes concernant des élèves utilisant la plateforme pour porter atteinte au personnel, entraînant des exclusions et des alertes largement diffusées aux élèves et aux parents. Les skybloggeurs eux-mêmes, en particulier les plus jeunes, semblent ne pas être conscients, d'une part, des dangers de la diffamation (quel que soit le support), et d'autre part, de la critique extérieure d'une certaine communauté de passionnés de l'informatique et de blogueurs (utilisant des plateformes considérées plus sérieuses et puissantes, comme le logiciel libre Dotclear) face aux Skyrock Blogs.

#### Skyrock Blog star et classements
Le Skyrock Blog Star permet de mettre en avant un blog au contenu unique. Le fait d'être Skyrock Blog Star permet par ailleurs d'augmenter de manière significative le nombre de visites et de commentaires, étant donné que la visibilité offerte est unique (les Skyrock Blogs Stars étant directement reliés à la page d'accueil du site).
Les critères de sélection ne sont pas publics. D'autre part, plusieurs classements existent : le Top100, Top Skyblogs Vocaux, Top 60 minutes, Top 24h et Le Top 7 jours.

#### Statistiques
Selon Alexa en juin 2013, Skyrock.com est le 27e site français le plus visité et le 624e à l'échelle mondiale (également 50e belge et 212e suisse).
La barre des 10 millions de blogs est franchie le 19 juin 2007.

### La Messagerie
Faisant partie intégrante d'un réseau social, la messagerie permet aux membres inscrits de s’échanger des messages dans lesquels il n'est pas possible d’ajouter de lien hypertexte. Chaque utilisateur peut bloquer un contact avec lequel il ne souhaite pas avoir d’échanges. Ce contact est alors ajouté à une liste noire.

### Les Amis
Un membre enregistré sur le site peut ajouter un autre membre à sa liste de sources. Si l'autre personne l'ajoute en retour, ils deviennent amis. Les amis sont affichés sur le profil des membres et sur leurs blogs. Il est possible de sélectionner un nombre limité de meilleurs amis (100 contacts au maximum). Si cette sélection est faite, les meilleurs amis seront affichés prioritairement sur le profil et le blog du membre.

### Le Profil
Autre fonctionnalité importante des réseaux sociaux, les Profils d’utilisateurs sont présents sur Skyrock.com.
Comme pour les blogs, les Profils disposent d’un espace dédié mais sur lequel seules des mises en avant automatiques sont faites. Cet espace affiche notamment les dernières personnes connectées, les derniers inscrits, les dernières vidéos webcams postées par les utilisateurs sur leurs profils. L’accès aux profils des utilisateurs se fait par le biais de Tops mais il existe également un moteur de recherche pour trouver des profils en affinité avec des choix très basiques (même dans la version avancée du moteur).
Il n'y a pas de tags associés aux profils ce qui limite les possibilités de recherche. Les widgets ne peuvent pas être ajoutés aux Profils à l'exception d’un diaporama des photos affichées sur le Profil de l’utilisateur. Les photos que l'on peut mettre sur un Profil sont limitées en nombre à 24. L'utilisateur peut également enregistrer 5 vidéos avec sa webcam et les afficher sur son profil.

### Le Chat
Le Chat de Skyrock.com est composé de plusieurs canaux IRC encapsulé dans une interface Adobe Flash.
L'accès au chat nécessite la création préalable d’un compte utilisateur. Avant d’entrer dans un des salons de discussion, l’utilisateur peut toutefois modifier ses coordonnées.
Le chat est controversé pour les messages envoyés par ses utilisateurs, la plupart rédigés en langage SMS, et dont une assez bonne partie a un contenu obscène, ce qui peut être considéré comme choquant. Ainsi, la plupart des salons sont peu propices aux échanges constructifs.
Cependant, des modérateurs tentent de remédier à ces problèmes en excluant temporairement (« Kick »), sur longue durée (« Akill »), ou définitivement (« Akill » définitif) les utilisateurs abusant de langage vulgaire ou obscène, ou ayant un comportement raciste, homophobe, discriminatoire... L'exclusion définitive est toutefois rarissime. Les modérateurs ne peuvent pas agir sur les discussions dites « privées ». Quant au sujet de la constructivité des discussions, un salon « Quiz » est proposé, où les utilisateurs peuvent répondre à des questions de culture générale posées par un robot IRC (bot). Bien que ce salon soit très peu fréquenté, les habitués se prêtent au jeu et le classement mensuel des meilleurs est publié sur un blog dédié.
Le Chat de Skyrock.com a fermé ses portes en novembre 2022.

### Skyrock Music
Autre fonctionnalité du réseau Skyrock.com, les Blogs Music proposés sur Skyrock Music.
Comme pour les Blogs et les Profils, les Blogs Music disposent de leur propre espace de mise en avant sur lequel apparaissent exclusivement des Blogs Musicaux. Artistes non signés et artistes signés sur des maisons de disques s’y côtoient.
Le blog Music se distingue d’un blog Skyrock de par le fait que chaque Blog Music peut comporter 10 chansons. Ces dernières sont diffusées et libres d’écoute via un Player en Flash situé en haut de page du blog. Chaque morceau musical est aussi intégré dans un article du blog.
Autre particularité du Blog Music, chaque utilisateur doit, avant l’activation de son Blog, accepter des conditions particulières d’utilisation dont les termes varient en fonction de son statut : non signé, signé sur un label indépendant ou signé sur une major de l’industrie musicale.
Le Blog Music est proposé à tous les internautes (artistes solos ou groupe) et ouvert à toutes les influences musicales à la condition que l'(es) auteur(s) dispose(nt) des droits sur les morceaux musicaux. Un système de détection des morceaux musicaux non libres de droit est activé à chaque ajout de morceau. Cette technique, qui n'est pas fiable à 100 % vise à réduire le piratage et faire respecter les droits de propriété intellectuelle.
Pour chaque morceau musical ajouté, l’utilisateur peut autoriser les visiteurs de son Blog à le télécharger sur leurs ordinateurs ou à l'ajouter sur leurs blogs à la seule condition évidemment qu'ils en aient un. À un morceau musical peut être ajouté un visuel, le nom de l'album, l’année de parution et les paroles associées. Une dimension communautaire entre en jeu puisque chaque morceau peut être soumis à un vote ou agrémenté de commentaires.

## Partenariats
Skyrock.com a développé plusieurs partenariats avec des acteurs de références dans leurs domaines tels que :
- Spreadshirt
- Internet Plus
- Deezer
- Tilidom
- Pixule
- Blingee (en)
- Pepita
- Jamendo
- The bizmo
- Google Maps
- DeviantART
- OhMyDollz
- Woozworld
- LaCartoonerie

À l'instar d’autres réseaux sociaux spécialisés dans la musique, Skyrock Music a permis l’éclosion d’artistes à succès. Tout comme les Arctic Monkeys sur MySpace, Kenza Farah nouvelle étoile montante de la scène R'n B française a cumulé en quelques mois près de 6 millions de visites, 325 000 commentaires et plus de 5,6 millions d’écoutes sur le morceau « Je me bats ». Son premier album s’est vendu à près de 100 000 exemplaires et elle a été classée cinquième meilleure vente d'albums en France peu de temps après la sortie de son album. Outre le nombre limité de morceaux par Blog Music, un utilisateur ne peut pas posséder, pour l'instant, avec un même compte un blog standard et un blog music.

## Succès et controverses
Bien que classé par l'outil de mesure Comscore 7e réseau social mondial avec ses 21 millions de visiteurs dans le monde, Skyrock.com bénéficie d’une notoriété moins importante que d’autres réseaux.
C’est sans doute lié à son origine française mais aussi au fait qu’il s’adresse en priorité aux adolescents. Adopté par la jeune génération au même titre que les messageries instantanées ou la téléphonie mobile, Skyrock.com n’est pas toujours bien compris par les personnes plus âgées qui y voient un danger. Espace de liberté ouvert à tous, les blogs de Skyrock.com peuvent prêter à des dérives : plusieurs collèges ont dû faire face à des problèmes concernant des élèves utilisant la plateforme pour porter atteinte au personnel, entraînant des exclusions et des alertes largement diffusées aux élèves et aux parents.
Cependant, au vu du succès rencontré et du nombre d’articles accessibles (plus de 600 millions d’articles sur plus de 28 millions de blogs accessibles au travers de Skyrock.com), cela reste très limité et relève plus du fantasme que d’une réalité sur ce réseau social. Dans le même ordre d’idées, certains journaux américains ont cherché à associer les émeutes qui se sont produites en 2005 en banlieue parisienne à l’usage des blogs de Skyrock (à l’époque Skyblog.com). Pour autant, il n’y a pas eu plainte de l’État français ou des services publics quant à l’utilisation des blogs de Skyrock.com.
Au contraire, les hommes politiques français, de droite comme de gauche, conscients de l’intérêt qu’ils pourraient tirer à disposer de relais auprès de cette jeune génération, se sont lancés dans l’aventure d’un blog sur Skyrock.com. C'est le cas par exemple de Fadela Amara, secrétaire d’État à la Ville ou de Julien Dray, membre du Parti socialiste. Des institutions en France cherchent à faire passer leurs messages de manière originale par l’intermédiaire d’un blog sur Skyrock.com (exemple : La HALDE, Haute Autorité de Lutte contre les Discriminations et l’Exclusion). Enfin, des études sociologiques ont été menées pour chercher à comprendre l’importance que pouvaient prendre les blogs dans la culture et le style de vie des adolescents.

## Identité visuelle

Logotypes de Skyrock.com
Premier logotype sous l’ère Skyrock.com, jusqu'au 26 août 2010.
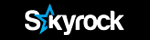
Logotype du 26 août 2010 jusqu'au 21 août 2023.

### Source radiophonique
- François Saltiel, « Skyblogs : voyage en nostalgie dans l’Internet des années 2000 », 59 min, France Culture [audio], émission Le Meilleur des mondes, 30 juin 2023.